# 熱中ホビー百科
熱中ホビー百科（ねっちゅうホビーひゃっか）は、1996年4月5日から1999年4月2日までNHK教育テレビで放送された教養番組である。

## 概要
若者のホビーライフを中心に、若者の最先端の流行や趣味を敏感にとらえその楽しみ方をテーマごとに初歩から判りやすく指導していくティーンズ向け教養番組であった。毎年3月は好評シリーズの再放送であった。

## 放送時間
- 金曜日 18:50 - 19:20

## 出演者
- ナレーション - 古川登志夫

## 放送リスト
| 講座名                                    | サブタイトル                             | 放送日         | 司会                          | 講師             |
| ----------------------------------------- | ---------------------------------------- | -------------- | ----------------------------- | ---------------- |
| スタイリッシュスポーツ!インラインスケート | スケートに乗ってみよう                   | 1996年4月5日   | ペナルティ                    | 関沢圭司         |
| スタイリッシュスポーツ!インラインスケート | ホッケーをやってみよう                   | 1996年4月12日  | ペナルティ                    | 関沢圭司         |
| スタイリッシュスポーツ!インラインスケート | ストリートテクニックに挑戦               | 1996年4月19日  | ペナルティ                    | 関沢圭司         |
| スタイリッシュスポーツ!インラインスケート | 大運動大会開催!                          | 1996年4月26日  | ペナルティ                    | 関沢圭司         |
| 地上最強バンド講座                        | リズムをマスターしよう                   | 1996年5月3日   | ペナルティ                    | 橋本兼一         |
| 地上最強バンド講座                        | ノリを楽しもう                           | 1996年5月10日  | ペナルティ                    | 橋本兼一         |
| 地上最強バンド講座                        | 作曲に挑戦                               | 1996年5月17日  | ペナルティ                    | 橋本兼一         |
| 地上最強バンド講座                        | アレンジに挑戦                           | 1996年5月24日  | ペナルティ                    | 橋本兼一         |
| 地上最強バンド講座                        | ライブに挑戦                             | 1996年5月31日  | ペナルティ                    | 橋本兼一         |
| テイクオフ・ボディーボード                | 波に乗ってみよう                         | 1996年6月7日   | ペナルティ                    | 作道雅明         |
| テイクオフ・ボディーボード                | 波を切り裂け!                            | 1996年6月14日  | ペナルティ                    | 作道雅明         |
| テイクオフ・ボディーボード                | 大海原に出よう                           | 1996年6月21日  | ペナルティ                    | 作道雅明         |
| テイクオフ・ボディーボード                | 公式認定会出場                           | 1996年6月28日  | ペナルティ                    | 作道雅明         |
| アウトドア冒険塾                          | キャンプテクニックを身につけよう         | 1996年7月5日   | 石田靖 早勢美里               | 九里徳泰         |
| アウトドア冒険塾                          | シーカヤックに挑戦                       | 1996年7月12日  | 石田靖 早勢美里               | 九里徳泰         |
| アウトドア冒険塾                          | 亜熱帯ジャングルを探検                   | 1996年7月19日  | 石田靖 早勢美里               | 九里徳泰         |
| アウトドア冒険塾                          | 行こう!冒険の旅                          | 1996年7月26日  | 石田靖 早勢美里               | 九里徳泰         |
| 疾風迅雷マウンテンバイク                  | セットアップMTB                          | 1996年8月2日   | ペナルティ                    | 八代正           |
| 疾風迅雷マウンテンバイク                  | 風になれるかダウンヒル                   | 1996年8月9日   | ペナルティ                    | 八代正           |
| 疾風迅雷マウンテンバイク                  | Go to マウンテン                         | 1996年8月16日  | ペナルティ                    | 八代正           |
| 疾風迅雷マウンテンバイク                  | 七転八倒山道ツーリング                   | 1996年8月23日  | ペナルティ                    | 八代正           |
| 疾風迅雷マウンテンバイク                  | トライ・6時間耐久レース                  | 1996年8月30日  | ペナルティ                    | 八代正           |
| ヒートアップ!ファンキー・ダンス           | リズムをつかむ                           | 1996年9月6日   | ペナルティ                    | CHAKO            |
| ヒートアップ!ファンキー・ダンス           | 魅せるダンサーになる                     | 1996年9月13日  | ペナルティ                    | CHAKO            |
| ヒートアップ!ファンキー・ダンス           | フォーメーションを極める                 | 1996年9月20日  | ペナルティ                    | CHAKO            |
| ヒートアップ!ファンキー・ダンス           | スポットライトの前に立つ                 | 1996年9月27日  | ペナルティ                    | CHAKO            |
| ピンボケ写真塾                            | カメラは玩具                             | 1996年10月4日  | ペナルティ                    | 大友理紀         |
| ピンボケ写真塾                            | カメラは光                               | 1996年10月11日 | ペナルティ                    | 大友理紀         |
| ピンボケ写真塾                            | カメラは出会い                           | 1996年10月18日 | ペナルティ                    | 大友理紀         |
| ピンボケ写真塾                            | カメラは発見                             | 1996年10月25日 | ペナルティ                    | 大友理紀         |
| チャレンジ!ラジオコントロール             | ラジオコントロールカーを知る             | 1996年11月1日  | タケカワユキヒデ ごとうのぶえ | 広坂正美         |
| チャレンジ!ラジオコントロール             | ラジオコントロールカーを作る             | 1996年11月8日  | タケカワユキヒデ ごとうのぶえ | 広坂正美         |
| チャレンジ!ラジオコントロール             | ラジオコントロールのバリエーション       | 1996年11月15日 | タケカワユキヒデ ごとうのぶえ | 広坂正美         |
| チャレンジ!ラジオコントロール             | 磨け!走行テクニック                      | 1996年11月22日 | タケカワユキヒデ ごとうのぶえ | 広坂正美         |
| チャレンジ!ラジオコントロール             | レースに挑戦                             | 1996年11月29日 | タケカワユキヒデ ごとうのぶえ | 広坂正美         |
| でこぼこ陶芸倶楽部                        | 土は始まり                               | 1996年12月6日  | ペナルティ                    | 百田輝           |
| でこぼこ陶芸倶楽部                        | 形は無限                                 | 1996年12月13日 | ペナルティ                    | 百田輝           |
| でこぼこ陶芸倶楽部                        | 色は不思議                               | 1996年12月20日 | ペナルティ                    | 百田輝           |
| でこぼこ陶芸倶楽部                        | 火は仲間                                 | 1996年12月27日 | ペナルティ                    | 百田輝           |
| スノーボード ハーフパイプ                 | ベーシックから始めよう                   | 1997年1月10日  | ペナルティ                    | 豊田貢           |
| スノーボード ハーフパイプ                 | リップを抜けろ                           | 1997年1月17日  | ペナルティ                    | 豊田貢           |
| スノーボード ハーフパイプ                 | エアーを極めろ                           | 1997年1月24日  | ペナルティ                    | 豊田貢           |
| スノーボード ハーフパイプ                 | 大会に出よう                             | 1997年1月31日  | ペナルティ                    | 豊田貢           |
| ときめきビデオ塾                          | カメラワークを学ぼう                     | 1997年2月7日   | 彦摩呂 ちはる                 | 大森一樹         |
| ときめきビデオ塾                          | ロケーションに出かけよう                 | 1997年2月14日  | 彦摩呂 ちはる                 | 大森一樹         |
| ときめきビデオ塾                          | ビデオ作品に仕上げよう                   | 1997年2月21日  | 彦摩呂 ちはる                 | 大森一樹         |
| ときめきビデオ塾                          | 卒業作品"祭り"                           | 1997年2月28日  | 彦摩呂 ちはる                 | 大森一樹         |
| エンジョイ プレイング ザ・太鼓            | ベーシック                               | 1997年4月11日  | アメリカザリガニ              | レナード衛藤     |
| エンジョイ プレイング ザ・太鼓            | リズム                                   | 1997年4月18日  | アメリカザリガニ              | レナード衛藤     |
| エンジョイ プレイング ザ・太鼓            | アピール                                 | 1997年4月25日  | アメリカザリガニ              | レナード衛藤     |
| エンジョイ プレイング ザ・太鼓            | ライブ                                   | 1997年5月2日   | アメリカザリガニ              | レナード衛藤     |
| DO!フライフィッシング                     | ロッドを持とう                           | 1997年5月9日   | アメリカザリガニ              | 奥山文弥         |
| DO!フライフィッシング                     | キャスティングをマスターしよう           | 1997年5月16日  | アメリカザリガニ              | 奥山文弥         |
| DO!フライフィッシング                     | 渓流へ行こう                             | 1997年5月23日  | アメリカザリガニ              | 奥山文弥         |
| DO!フライフィッシング                     | 大物を釣ろう!                            | 1997年5月30日  | アメリカザリガニ              | 奥山文弥         |
| ふっくらこんがりパン工房                  | 朝のパン                                 | 1997年6月6日   | アメリカザリガニ              | 吉川佳江         |
| ふっくらこんがりパン工房                  | お祝いのパン                             | 1997年6月13日  | アメリカザリガニ              | 吉川佳江         |
| ふっくらこんがりパン工房                  | ピクニックのパン                         | 1997年6月20日  | アメリカザリガニ              | 吉川佳江         |
| ふっくらこんがりパン工房                  | 元気をあげるパン                         | 1997年6月27日  | アメリカザリガニ              | 吉川佳江         |
| 海をかけろ!ボードセーリング               | 海へ出よう!基本はセールアップ            | 1997年7月4日   | 辰巳琢郎 川幡由佳             | 宮崎景           |
| 海をかけろ!ボードセーリング               | セールを使って進路変更                   | 1997年7月11日  | 辰巳琢郎 川幡由佳             | 宮崎景           |
| 海をかけろ!ボードセーリング               | 風下へ針路をとれ                         | 1997年7月18日  | 辰巳琢郎 川幡由佳             | 宮崎景           |
| 海をかけろ!ボードセーリング               | 基本テクニックでセーリング・リレー       | 1997年7月25日  | 辰巳琢郎 川幡由佳             | 宮崎景           |
| 温故知新 行くぞ!日本・自転車旅行          | バイスクル                               | 1997年8月1日   | アメリカザリガニ              | 丹羽隆志         |
| 温故知新 行くぞ!日本・自転車旅行          | キャンピング                             | 1997年8月8日   | アメリカザリガニ              | 丹羽隆志         |
| 温故知新 行くぞ!日本・自転車旅行          | ロングツーリング 青森・下北編            | 1997年8月15日  | アメリカザリガニ              | 丹羽隆志         |
| 温故知新 行くぞ!日本・自転車旅行          | ロングツーリング 北海道・前編            | 1997年8月22日  | アメリカザリガニ              | 丹羽隆志         |
| 温故知新 行くぞ!日本・自転車旅行          | ロングツーリング 北海道・後編            | 1997年8月29日  | アメリカザリガニ              | 丹羽隆志         |
| 疾走!手作りソーラーカー                   | 太陽は友達                               | 1997年9月5日   | アメリカザリガニ              | 立脇修           |
| 疾走!手作りソーラーカー                   | 太陽と走ろう                             | 1997年9月12日  | アメリカザリガニ              | 立脇修           |
| 疾走!手作りソーラーカー                   | 太陽をつかもう                           | 1997年9月19日  | アメリカザリガニ              | 立脇修           |
| 疾走!手作りソーラーカー                   | 太陽に向かって!鈴鹿8時間                 | 1997年9月26日  | アメリカザリガニ              | 立脇修           |
| 電脳音楽塾                                | 鼻唄をオルゴールに                       | 1997年10月3日  | アメリカザリガニ              | NONO（児島由美） |
| 電脳音楽塾                                | イメージを音楽に                         | 1997年10月10日 | アメリカザリガニ              | NONO（児島由美） |
| 電脳音楽塾                                | 音で遊ぼう                               | 1997年10月17日 | アメリカザリガニ              | NONO（児島由美） |
| 電脳音楽塾                                | ホームページを作ろう                     | 1997年10月24日 | アメリカザリガニ              | NONO（児島由美） |
| 電脳音楽塾                                | 音の贈り物                               | 1997年10月31日 | アメリカザリガニ              | NONO（児島由美） |
| ソウルフル!ストリートダンス               | つかめリズム&ステップ                    | 1997年11月7日  | 穴井夕子 IZUMI                | SAM              |
| ソウルフル!ストリートダンス               | かっこ良く見せるダンス                   | 1997年11月14日 | 穴井夕子 IZUMI                | SAM              |
| ソウルフル!ストリートダンス               | コンビネーションを極める                 | 1997年11月21日 | 穴井夕子 IZUMI                | SAM              |
| ソウルフル!ストリートダンス               | 本場でストリートダンスショー             | 1997年11月28日 | 穴井夕子 IZUMI                | SAM              |
| どきどき人形（パペット）倶楽部            |                                          | 1997年12月5日  | アメリカザリガニ              | 藤川和人         |
| どきどき人形（パペット）倶楽部            | 1997年12月12日                           |                | アメリカザリガニ              | 藤川和人         |
| どきどき人形（パペット）倶楽部            | 1997年12月19日                           |                | アメリカザリガニ              | 藤川和人         |
| どきどき人形（パペット）倶楽部            | 1997年12月26日                           |                | アメリカザリガニ              | 藤川和人         |
| 冬 スノートレッキング                     | 冬を歩く                                 | 1998年1月9日   | アメリカザリガニ              | 石井明彦         |
| 冬 スノートレッキング                     | 冬を走る                                 | 1998年1月16日  | アメリカザリガニ              | 石井明彦         |
| 冬 スノートレッキング                     | 冬のキャンプ                             | 1998年1月23日  | アメリカザリガニ              | 石井明彦         |
| 冬 スノートレッキング                     | 冬を遊ぶ                                 | 1998年1月30日  | アメリカザリガニ              | 石井明彦         |
| 気楽にスウィング!フレッシュゴルフ         | ゴルフの原点を知ろう                     | 1998年2月6日   | 穴井夕子                      | ハル常住         |
| 気楽にスウィング!フレッシュゴルフ         | スウィングを身につけよう                 | 1998年2月13日  | 穴井夕子                      | ハル常住         |
| 気楽にスウィング!フレッシュゴルフ         | ショットのバリエーションを学ぶ           | 1998年2月20日  | 穴井夕子                      | ハル常住         |
| 気楽にスウィング!フレッシュゴルフ         | 総決算!アメリカジュニアと対決            | 1998年2月27日  | 穴井夕子                      | ハル常住         |
| テイクオフ パラグライダー                 | 翼 WING                                  | 1998年4月10日  | ぽん 大下みき                 | 島野広幸         |
| テイクオフ パラグライダー                 | 空 SKY                                   | 1998年4月17日  | ぽん 大下みき                 | 島野広幸         |
| テイクオフ パラグライダー                 | 風 WIND                                  | 1998年4月24日  | ぽん 大下みき                 | 島野広幸         |
| テイクオフ パラグライダー                 | 飛翔 FLY                                 | 1998年5月1日   | ぽん 大下みき                 | 島野広幸         |
| ガラス工房                                | 火の力                                   | 1998年5月8日   | ぽん 大下みき                 | 伊藤賢治         |
| ガラス工房                                | 吹きの魔術                               | 1998年5月15日  | ぽん 大下みき                 | 伊藤賢治         |
| ガラス工房                                | 光の小宇宙                               | 1998年5月22日  | ぽん 大下みき                 | 伊藤賢治         |
| ガラス工房                                | 心を吹き込む                             | 1998年5月29日  | ぽん 大下みき                 | 伊藤賢治         |
| ぶっ飛び!オフロードバイク                 |                                          | 1998年6月5日   | ぽん 大下みき                 | 東福寺保雄       |
| ぶっ飛び!オフロードバイク                 | 1998年6月12日                            |                | ぽん 大下みき                 | 東福寺保雄       |
| ぶっ飛び!オフロードバイク                 | 1998年6月19日                            |                | ぽん 大下みき                 | 東福寺保雄       |
| ぶっ飛び!オフロードバイク                 | 1998年6月26日                            |                | ぽん 大下みき                 | 東福寺保雄       |
| エンジョイ!フィッシング                   | 手作りサオで川釣りに挑戦                 | 1998年7月3日   | タケカワユキヒデ 川幡由佳     | 伊藤和雄         |
| エンジョイ!フィッシング                   | 湖でルアーフィッシング!                  | 1998年7月10日  | タケカワユキヒデ 川幡由佳     | 伊藤和雄         |
| エンジョイ!フィッシング                   | オリジナル・ルアーを作る                 | 1998年7月17日  | タケカワユキヒデ 川幡由佳     | 伊藤和雄         |
| エンジョイ!フィッシング                   | トローリングに挑戦!                      | 1998年7月25日  | タケカワユキヒデ 川幡由佳     | 伊藤和雄         |
| エンジョイ!フィッシング                   | 腕試し!釣り大会に出場                    | 1998年8月1日   | タケカワユキヒデ 川幡由佳     | 伊藤和雄         |
| 挑戦!声優塾                               | 発声                                     | 1998年8月7日   |                               | 古谷徹           |
| 挑戦!声優塾                               | 感情                                     | 1998年8月14日  |                               | 古谷徹           |
| 挑戦!声優塾                               | 役作り                                   | 1998年8月21日  |                               | 古谷徹           |
| 挑戦!声優塾                               | 表現                                     | 1998年8月28日  |                               | 古谷徹           |
| 水しぶき カヌー倶楽部                     | 水                                       | 1998年9月4日   | ぽん 大下みき                 | 原悦代           |
| 水しぶき カヌー倶楽部                     | 波                                       | 1998年9月11日  | ぽん 大下みき                 | 原悦代           |
| 水しぶき カヌー倶楽部                     | 瀬                                       | 1998年9月18日  | ぽん 大下みき                 | 原悦代           |
| 水しぶき カヌー倶楽部                     | 旅                                       | 1998年9月25日  | ぽん 大下みき                 | 原悦代           |
| ボールの魔術 ビリヤード                   | ショット                                 | 1998年10月2日  | ぽん 大下みき                 | 高橋邦彦         |
| ボールの魔術 ビリヤード                   | ポケット                                 | 1998年10月9日  | ぽん 大下みき                 | 高橋邦彦         |
| ボールの魔術 ビリヤード                   | クッション                               | 1998年10月16日 | ぽん 大下みき                 | 高橋邦彦         |
| ボールの魔術 ビリヤード                   | コントロール                             | 1998年10月23日 | ぽん 大下みき                 | 高橋邦彦         |
| ボールの魔術 ビリヤード                   | ザ・ナインボール                         | 1998年10月30日 | ぽん 大下みき                 | 高橋邦彦         |
| 我楽多（がらくた）アートスクール          | テーブルと椅子を作ろう!                  | 1998年11月6日  | タケカワユキヒデ 川幡由佳     | タナカノリユキ   |
| 我楽多（がらくた）アートスクール          | シンボルモニュメントを作ろう             | 1998年11月13日 | タケカワユキヒデ 川幡由佳     | タナカノリユキ   |
| 我楽多（がらくた）アートスクール          | みんなで盛り上げよう神岡町アートスペース | 1998年11月20日 | タケカワユキヒデ 川幡由佳     | タナカノリユキ   |
| 我楽多（がらくた）アートスクール          | 廃車バスギャラリー作りに挑戦             | 1998年11月27日 | タケカワユキヒデ 川幡由佳     | タナカノリユキ   |
| チャレンジ・ケーキづくり                  | スポンジの厚み                           | 1998年12月4日  | ぽん 大下みき                 | トミタセツ子     |
| チャレンジ・ケーキづくり                  | タルトと甘み                             | 1998年12月11日 | ぽん 大下みき                 | トミタセツ子     |
| チャレンジ・ケーキづくり                  | ムースの隠し味                           | 1998年12月18日 | ぽん 大下みき                 | トミタセツ子     |
| チャレンジ・ケーキづくり                  | 夢のあるケーキ                           | 1998年12月25日 | ぽん 大下みき                 | トミタセツ子     |
| 氷上の攻防 カーリング                     | バランスを身につける                     | 1999年1月8日   | ぽん 大下みき                 | 松平斉之         |
| 氷上の攻防 カーリング                     | 氷を知る                                 | 1999年1月15日  | ぽん 大下みき                 | 松平斉之         |
| 氷上の攻防 カーリング                     | 戦術を学ぶ                               | 1999年1月22日  | ぽん 大下みき                 | 松平斉之         |
| 氷上の攻防 カーリング                     | 試合に臨む                               | 1999年1月29日  | ぽん 大下みき                 | 松平斉之         |
| ギャップを体感!フレッシュモーグラー       | モーグルの基本をマスターしよう           | 1999年2月5日   | タケカワユキヒデ 川幡由佳     | 木内浩           |
| ギャップを体感!フレッシュモーグラー       | ギャップを征服しよう                     | 1999年2月12日  | タケカワユキヒデ 川幡由佳     | 木内浩           |
| ギャップを体感!フレッシュモーグラー       | エアに挑戦                               | 1999年2月19日  | タケカワユキヒデ 川幡由佳     | 木内浩           |
| ギャップを体感!フレッシュモーグラー       | モーグル草大会に参加                     | 1999年2月26日  | タケカワユキヒデ 川幡由佳     | 木内浩           |